# Clara Morgane
Clara Morgane (Marselha, 25 de janeiro de 1981) é uma cantora e antiga atriz pornográfica francesa.